# 本因坊算悦
本因坊 算悦（ほんいんぼう さんえつ、慶長16年（1611年） - 万治元年9月16日（1658年10月12日））は、江戸時代の囲碁の棋士で、二世本因坊。本姓は杉村。生国は京都。上手。法名は日信。
一世本因坊算砂の臨終において13歳で跡目とされるが、幼年であるという理由で無禄とされた。このため本因坊家は一時中絶することとなる。その後算砂の遺命により中村道碩の後見を受ける。嘉永7年（1630年）20歳の時、病に伏した道碩は算砂より受けていた印可状を引き渡し、算悦の上手（七段）を認めて幕府へ嘆願し、30石を賜って本因坊家再興を許されて二世本因坊となる。
正保元年（1644年）に寺社奉行が、道碩の後継者を決めるために家元四家を集め、算悦と井上玄覚因碩に対戦の意思を問うが、因碩が辞退したために沙汰止みとなる。その後幕命により安井算知と碁所の地位を決する争碁を行うこととなり、正保2年（1646年）の御城碁を第1局とし、承応2年（1653年）まで6局を打って3勝3敗となり、碁所は決められなかったが、これが争碁の最初とされる。
1658年死去、寂光寺に葬られる。また算悦の自筆の遺訓が寂光寺に残されていたという。算砂の実子であったとも言われる。
御城碁での算知との対局の折に、松平肥後守（保科正之）が観戦して、形勢を見て何気なしに「本因坊此碁負と見ゆ」と発言したのを算悦が聞きとがめ、自分が命を賭けて碁に向かうのは武士が戦場に臨むのと同じであると述べて対局をやめようとしたため、肥後守は算悦に謝罪して対局を続けさせた。この算悦の態度が、碁家の気節として賞賛されて語り継がれた。